# Hedda Vernon
Pour les articles homonymes, voir Vernon.
Hedda Vernon est une actrice allemande de l'époque du cinéma muet, née le 20 octobre 1889 à Strasbourg et morte le 10 août 1961 à Munich.
Elle est également à l'affiche sous le nom de Hedda Vernon-Moest.

## Filmographie
- 1912 : Die Papierspur d'Emil Albes
- 1912 : Die rote Jule (autre titre : Die rote Jule, soziales Lebensbild aus Arbeiterkreisen) d'Emil Albes
- 1913 : Der Kampf um das Erbe (autre titre : Die sensationelle Geschichte eines doppel testaments) de Max Obal
- 1913 : Die kleine Residenz
- 1913 : Der Thronfolger d'Emil Albes
- 1913 : Eine Nacht im Mädchenpensionat - 1. Teil
- 1913 : Die Millionenmine - 1. Teil de Harry Piel
- 1913 : Alt-Heidelberg, du feine... (à l'affiche sous le nom de Hedda Vernon-Moest) d'Emil Albes
- 1913 : Die Millionenmine - 2. Teil de Harry Piel
- 1913 : Eine Nacht im Mädchenpensionat - 2. Teil
- 1913 : Frou-frou (autre titre : Frou-Frou, Memoiren einer Prima Ballerina) d'Emil Albes
- 1913 : Menschen und masken - 1. Teil
- 1913 : Menschen und masken - 2. Teil
- 1914 : Ich räche dich
- 1914 : Die Toten leben
- 1914 : Selbst gerichtet (autre titre : Gelbe Fratze)
- 1914 : Die Ehe auf Kündigung
- 1914 : Die braune Bestie
- 1914 : Das eiserne Kreuz : la fille
- 1914 : Die Perle
- 1914 : Die Schleuse
- 1915 : Die Bettelprinzessin - 1. Teil
- 1915 : Maria Niemand und ihre zwölf Väter (autre titre: Das Findelkind)
- 1915 : Doch die Liebe fand einen Weg
- 1915 : Die Heiratsfalle
- 1915 : Zofia - Kriegs-Irrfahrten eines Kindes
- 1915 : Zofenstreiche
- 1916 : Das Wunder der Nacht
- 1916 : Das Opfer der Wera Wogg
- 1916 : Maskenspiel der Nacht
- 1916 : Hedda Vernon's bühnensketch 1
- 1916 : Hedda Vernon's bühnensketch 2
- 1916 : Die Bettelprinzessin - 2. Teil
- 1916 : Hedda im Bade
- 1916 : Hans im Glück
- 1916 : Das Bild der Ahnfrau
- 1916 : Der Weg zum Reichtum
- 1916 : Seine kokette Frau
- 1916 : Suzannens Tugend
- 1917 : Die Verworfenen - 1. Teil
- 1917 : Die Verworfenen - 2. Teil
- 1917 : Die Narbe am Knie - 1. Teil
- 1917 : Die fremde Frau
- 1917 : Der Hampelmann
- 1917 : Die Narbe am Knie - 2. Teil
- 1917 : Doch die Liebe fand den Weg
- 1917 : Noemi, die blonde Jüdin
- 1917 : Die roten Schuhe - 1. Teil
- 1917 : Die roten Schuhe - 2. Teil
- 1918 : Puppchen
- 1918 : Der Peitschenhieb
- 1918 : Fesseln
- 1918 : Der Übel grösstes aber ist die Schuld
- 1918 : Mouchy
- 1918 : Das Todesgeheimnis
- 1918 : Wo ein Wille, ist ein Weg
- 1919 : Der Tod des Anderen
- 1919 : Taumel
- 1919 : Das grosse Wagnis
- 1919 : Die Hexe von Norderoog
- 1919 : Galeotto, der grosse Kuppler (autre titre : Galeotto oder das Unrecht der Welt)
- 1919 : Die Erbin
- 1919 : Alles verkehrt
- 1919 : Jugendliebe
- 1919 : Blondes Gift
- 1919 : Seine Beichte (autre titre : Bekenntniss eines Lebemannes)
- 1919 : Ut mine stromtid
- 1919 : Maita
- 1920 : Das Frauenhaus von Brescia
- 1920 : Der Schieberkönig
- 1920 : Manolescus memoiren (autres titres : Fürst Lahory, der könig der Diebe) : Cäcilie
- 1920 : Der Verächter des Todes
- 1920 : Zu Hilfe!
- 1921 : Lady Godiva : Lady Godiva
- 1921 : Das Zimmer mit den sieben Türen - 1.Teil: Der Schatz des Inka
- 1921 : Die reine Sünderin (autres titres : Eine Tragödie zweier Frauen, Die keusche Sünderin)
- 1921 : Jim Corwey ist tot
- 1921 : Der Reiter ohne Kopf - 1. Teil: Die Todesfalle
- 1921 : Der Reiter ohne Kopf - 2. Teil: Die geheimnisvolle Macht
- 1921 : Der Reiter ohne Kopf - 3. Teil: Harry Piels schwerster Sieg
- 1921 : Die Jungfrau vom Kynast
- 1922 : Das fränkische Lied : la chatelaine
- 1923 : Die Sonne von St Moritz
- 1923 : Die närrische Wette des Lord Aldini (autre titre : Lord Aldini, der Schrecken der Verbrecher)
- 1923 : Die Frau aus dem Orient : Miss Pawlett
- 1925 : Zwischen zwei Frauen

## Scénariste
- 1917 : Die roten Schuhe
- 1918 : Das Todesgeheimnis

## Productrice
- 1914 : Selbstgerichtet oder Die gelbe Fratze
- 1916 : Hedda Vernon's Bühnensketch